# Antonija Kaleb
Antonija Kaleb est une ancienne joueuse de volley-ball croate née le 2 avril 1986 à Zadar. Elle mesure 1,89 m et jouait au poste de centrale. Elle a totalisé 27 sélections en équipe de Croatie.

## Clubs
| Club                  | De        | À         |
| --------------------- | --------- | --------- |
| OK Zadar              | 2000-2001 | 2000-2001 |
| OK Pula Nova Banka    | 2001-2002 | 2005-2006 |
| ŽOK Rijeka            | 2006-2007 | 2007-2008 |
| Dauphines Charleroi   | 2008-2009 | 2008-2009 |
| VBC Voléro Zurich     | 2009-2009 | 2009-2009 |
| Universitatea Craiova | 2009-2010 | 2009-2010 |
| Karşıyaka İzmir       | 2010-2011 | 2010-2011 |
| Hainaut Volley        | 2011-2012 | 2012-2013 |
| Jakarta BNI 46        | 2013-2014 | 2014-2015 |

## Palmarès
- Championnat de Croatie
  - Vainqueur : 2007, 2008.
- Coupe de Croatie
  - Vainqueur : 2007, 2008.
- Championnat de Belgique
  - Vainqueur : 2009.
- Supercoupe de Suisse
  - Vainqueur : 2009.